# Michael Zager
Michael Zager (3 de enero de 1943, Passaic, Nueva Jersey, Estados Unidos) es un productor, arreglista musical, cantante y compositor estadounidense. De mediados de la década de 1970 al inicio de los años 80, tuvo un destacado trabajo con R&B y con la música disco, principalmente como productor. Durante este período trabajó con muchos artistas de soul, como Peabo Bryson (en su primer álbum, de 1975), Johnny 'Guitar' Watson (en su álbum That's What Equipo It Is), Patti Day, Ronnie Dyson, Saint & Stephanie (en 1979), Cissy Houston (en 1979), The Detroit Spinners (Cupid / I've Loved You For A Long Time, en 1980) y Alvin Fields (en Special Delivery, de 1981).
Como artista, formó el grupo Michael Zager Band y lanzó un exitoso disco con la canción Let's All Chant, que llegó al Top 10 en el Reino Unido, a través del sello Private Stock, en 1978. En 1980, su álbum Zager incluía la canción Time Heals Every Wound, con la voz de Deniece Williams e incluía también dos canciones con voz de Luther Vandross.[cita requerida]
Zager fue uno de los miembros de la banda de jazz fusión Ten Wheel Drive entre 1968 y 1973.

## Discografía

### Sencillos
- Do it with feeling (Bang, 1977)
- Let's all chant / Love Express (Private Stock, 1977)
- Music fever / Freak (Private Stock, 1978)
- Life's a party (Private Stock, 1979) - voces de Whitney Houston y su madre, Cissy Houston
- You don't know a good thing (Columbia/EMI, 1979)
- Don't sneak on me (Columbia/EMI, 1980)
- Time heals every wound (Columbia/EMI, 1980)
- Dr. Rhythm (Columbia/EMI, 1981)

### Álbumes
- Let's All Chant (Private Stock 1978)
- Life's a Party (Private Stock 1979)
- Zager (EMI 1980)